# کریگ کلی (بازیکن فوتبال)
کریگ کلی (انگلیسی: Craig Clay؛ زادهٔ ۵ مهٔ ۱۹۹۲) بازیکن فوتبال اهل بریتانیا است.
از باشگاه‌هایی که در آن بازی کرده‌است می‌توان به باشگاه فوتبال یورک سیتی، باشگاه فوتبال بارو، باشگاه فوتبال هالیفاکس تاون، باشگاه فوتبال چسترفیلد، باشگاه فوتبال آلفرتون تاون، باشگاه فوتبال گریمزبی تاون، باشگاه فوتبال وورکساپ تاون، باشگاه فوتبال مادرول، و باشگاه فوتبال لیتون اورینت اشاره کرد.
وی همچنین در تیم ملی فوتبال England C بازی کرده‌است.